# Дюкро, Луи
Луи́-Пьер Дюкро́ (фр. Louis-Pierre Ducros; 27 декабря 1846, Ним — 1935, Страсбург) — французский литературовед, историк литературы, номинант на Нобелевскую премию по литературе 1901 года.

## Биография
Луи Дюкро родился в 1846 году во французском городе Ним.
Был профессором французской литературы в университетах Бордо, Пуатье и Экс-Марсель. В 1894 году возглавил факультет словесности университета Экс-Марсель в качестве декана. Эту должность он занимал до 1919 года.
В 1901 году профессор истории университета Экс-Марсель Мишель Клерк выдвинул Луи Дюкро на соискание первой Нобелевской премии по литературе за книгу «Энциклопедисты» (Les Encyclopédistes, 1900).
В 1905 году избран членом Марсельской академии.
Скончался в Страсбурге в 1935 году (по другим источникам — в 1927 или 1930 году).

## Научная деятельность
Темой диссертации Луи Дюкро на латинском языке стала философия Иммануила Канта. Продолжение идей немецкого мыслителя он видел в работах Артура Шопенгауэра, которому посвящена книга «Шопенгауэр: истоки его метафизики» (Schopenhauer: les origines de sa métaphysique, 1883).
В 1886 году Дюкро опубликовал исследование творчества Генриха Гейне, в котором особое внимание было уделено быту и нравам эпохи. Интерес к социально-бытовой стороне жизни общества станет определяющим в итоговом труде учёного «Французское общество XVIII века» (La Société française au XVIIIe siècle, 1922).
Известность Луи Дюкро принесли работы, посвященные писателям и философам XVIII века: «Дидро: человек и писатель» (Diderot: l’homme et l'écrivain, 1894), «Энциклопедисты» (Les Encyclopédistes, 1900) и др. В их числе — монументальный трёхтомный труд о жизни и творчестве Жан-Жака Руссо.

## Награды и звания
Кавалер ордена Почётного легиона (12 января 1909 года)

## Основные работы
- Шопенгауэр: истоки его метафизики (Schopenhauer: les origines de sa métaphysique, 1883)
- Генрих Гейне и его время (1799—1827) (Henri Heine et son temps (1799—1827), 1886)
- Ж.-Ж. Руссо (J.-J. Rousseau, 1888)
- Дидро: человек и писатель (Diderot: l’homme et l'écrivain, 1894)
- Энциклопедисты (Les Encyclopédistes, 1900)
- Жан-Жак Руссо: Из Женевы в Эрмитаж (1712—1757) (Jean-Jacques Rousseau: De Genève à l’Hermitage (1712—1757), 1908)
- Жан-Жак Руссо: Из Монморанси в Валь-де-Травер (1757—1765) (Jean-Jacques Rousseau: De Montmorency au Val de Travers (1757—1765), 1914)
- Жан-Жак Руссо: С острова Сен-Пьер в Эрменонвиль (1765—1778) (Jean-Jacques Rousseau: De l’Ile de Saint-Pierre à Ermenonville (1765—1778), 1915)
- Французское общество XVIII века (La Société française au XVIIIe siècle, 1922)

## Издания на русском языке
- Дюкро П. Энциклопедисты / пер. с фр. А. Т. — СПб.: Типография И.Н. Скороходова, 1906. — 158 с. — (Приложение к журналу «Мир Божий»).
- Дюкро П. Энциклопедисты: Природа, разум, человечность. — 2-е изд. — М.: ЛИБРОКОМ, 2011. — 210 с. — (Из наследия мировой философской мысли. История философии). — ISBN 978-5-397-01758-9.